# ۱۲۳ (فیلم)
۱۲۳ (انگلیسی: 123) فیلمی است که در سال ۲۰۰۲ منتشر شد.